# Chrysichthys depressus
A Chrysichthys depressus a sugarasúszójú halak (Actinopterygii) osztályának harcsaalakúak (Siluriformes) rendjébe, ezen belül a Claroteidae családjába tartozó faj.
Korábban Gnathobagrus depressus néven volt ismert.

## Előfordulása
A Chrysichthys depressus a Kongói Demokratikus Köztársaság endemikus harcsája. Csak Boma környékéről, a Kongó folyómedence alsó szakaszából került elő.

## Megjelenése
Ez a harcsa legfeljebb 19,5 centiméter hosszú.

## Életmódja
Trópusi, édesvízi harcsafaj, amely a főleg a meder fenekén tartózkodik.